# Турецкая палата
Турецкая палата (нем. Türckische Cammer) является одной из старейших и самых значительных коллекций османского искусства за пределами Турции. Является частью Оружейной палаты и входит в состав Государственных художественных собраний Дрездена

## История
Во второй половине XVI века участились дипломатические контакты Западной Европы с османами. По велению императора Максимилиана II в 1573 году в Стамбуле появилось дипломатическое представительство, во главе которого стоял барон Давид Унгнад. В 1574 г. в его сопровождении путешествовал саксонский дворянин Генрих фон Бюнау ауф Требен, приславший курфюрсту Августу Саксонскому, вместе со шпионским докладом об османском флоте, роскошный меч. По поручению курфюрста Кристиана I Саксонского в Италию отправился Генрих фон Гаген, чтобы объявить о приходе к власти своего господина. В качестве подарка от итальянских князей в 1587 г. в Дрезден прибыло восточное оружие, в том числе из собственности великих герцогов Медичи, наряду с другими восточными предметами.
Название «Турецкая палата» упоминается впервые в 1614 году. Самое позднее в 1591 году собрание восточных презентов заняло свою собственную нишу в коллекции саксонских курфюрстов.
В конце XVI столетия разразилась война между Габсбургами и османами, Тринадцатилетняя война в Венгрии (1593—1606 гг.). Одним из тесных союзников императора был Кристиан II (курфюрст Саксонии). Подарки императора Рудольфа II и его военачальника Джорджо Басты обогатили собрания Дрездена восточным оружием, конным снаряжением и аллегорическими изображениями войны против османов.
Во время правления Августа Сильного Саксония вновь противостояла османам. Его польская армия одержала победу в 1698 году в Подолии — важный шаг на пути к заключению мира в Карловице. Август Сильный также отдавал дань так называемой «турецкой моде», и увлечение восточной культурой стало ещё более ощутимым. Он велел приобретать экзотические вещи в Турции — шатры, одежду, дорогое оружие и верховое снаряжение вместе с лошадьми, и устраивал богатые турецкие пиры. Коллекция была сформирована, кроме того, благодаря многочисленным дипломатическим подаркам наряду с целенаправленными приобретениями. В списке дарящих находились султаны, татарские ханы и российский царь. Часть предметов была создана под влиянием османской культуры в знаменитых европейских мастерских.

## Коллекция
Сегодняшняя постоянная экспозиция занимает 750 м² во Дворце-резиденции и представляет около 600 экспонатов — оружие, доспехи, знамёна, предметы османского верхового снаряжения и одеяния. Известным экспонатом является шатёр из золота и шёлка XVII ст. длиной в 20, шириной в 8 и высотой в 6 метров, украшенный вышивками из атласа, хлопка и позолоченной кожи. Издержки реставрации составили более 3,6 млн евро. Единственной в мире является коллекция османских луков, натянутых в 1586 году.
В период 1588—1722 гг. коллекция Оружейной палаты была выставлена в Конюшенном дворе, месте проведения рыцарских турниров. В 1832 году дополненное Августом Сильным собрание расположилось в Цвингере и получило название «Королевский исторический музей», а после, в 1877 году — в то время новом конюшенном дворе Иоганнеуме. В 1939—1944 гг. коллекция была вывезена с целью недопущения потерь во время войны. В 1958 году была возвращена в Дрезден из Ленинграда в составе собрания Оружейной палаты. В 1959 году часть Турецкой палаты была объединена с постоянной экспозицией Оружейной палаты. Сегодня оба музея находятся на месте своего первоначального расположения в дрезденском дворце.